# شیجو تاکائوتا

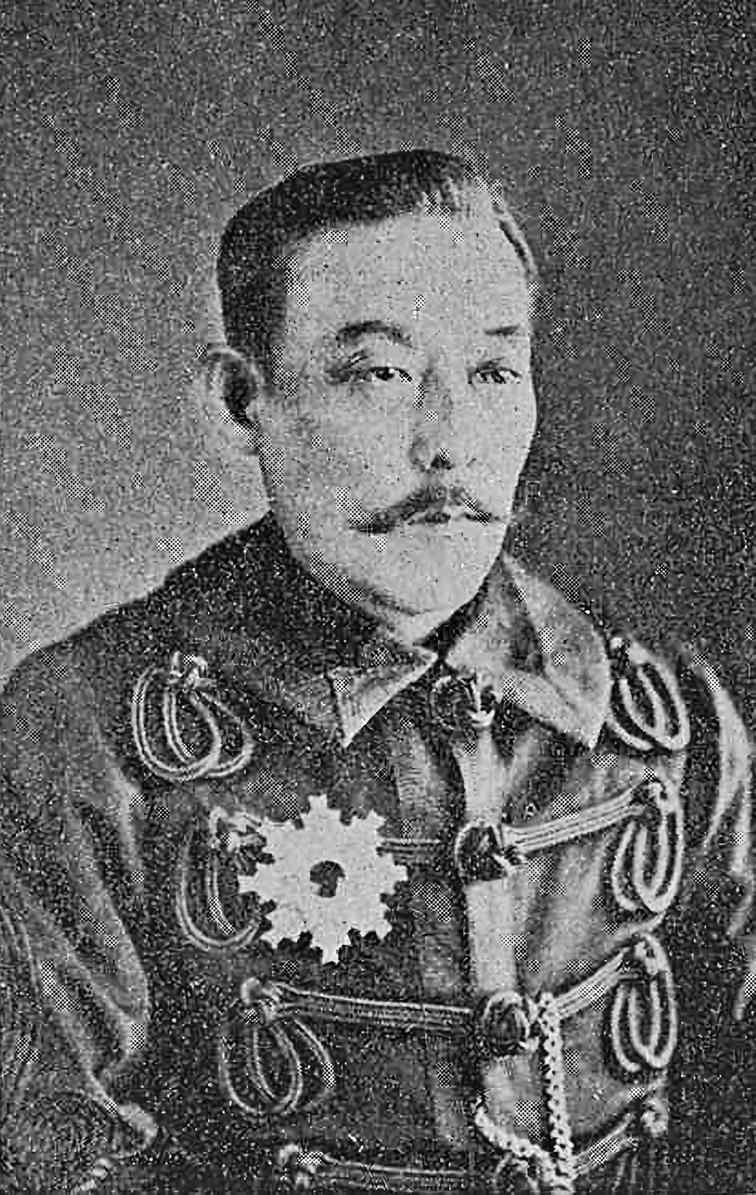
تصویر

شیجو تاکائوتا (به ژاپنی: 四条 隆謌 しじょう たかうた)؛ تولد ۱۸۲۸ – مرگ ۱۸۹۸، سیاستمدار و یکی از هفت درباری تبعیدی در ژاپن بود.

## زندگی
در اواخر دوره ادو، او یک اشراف‌زاده طرفدار اخراج خارجی‌ها بود که به شوگون‌سالاری توصیه‌هایی ارائه می‌داد، اما در کودتای ۱۸ اوت برکنار شد و به قلمرو چوشو و سپس به دازایفو نقل مکان کرد. در نتیجه، او به‌طور موقت از رتبه رسمی خود محروم شد. هنگامی که جناح ضد شوگون‌سالاری با احیای حکومت امپراتوری در دسامبر ۱۸۶۷ (کیئو ۳) کنترل دربار امپراتوری را به دست گرفت، او به کیوتو بازگشت و رتبه رسمی خود را احیا کرد. در طول جنگ بوشین، او به عنوان فرماندار کل تعقیب چوگوکو-شیکوکو، رئیس ستاد امپراتوری فرماندار کل بزرگ، فرماندار کل تعقیب سندای و فرماندار کل تعقیب هیراگاتاکوگوچی اوشو خدمت کرد. در ژوئن ۱۸۶۹ (میجی ۲)، به دلیل دستاوردهایش در احیای قدرت، حقوق دائمی ۳۰۰ ککو به او اعطا شد و در ژوئیه همان سال، به عنوان سرلشکر ارتش منصوب شد. در ژانویه ۱۸۷۲ (میجی ۵)، او به عنوان فرمانده کل پادگان اوساکا منصوب شد و در آوریل ۱۸۷۴ (میجی ۷)، به فرماندهی کل پادگان ناگویا منتقل شد، اما در مه ۱۸۷۷ (میجی ۱۰)، او همچنین به عنوان فرمانده کل پادگان اوساکا خدمت کرد (او در اکتبر همان سال از این پست دوگانه برکنار شد). پس از خدمت به عنوان فرمانده کل پادگان سندای در سال ۱۸۸۰ (میجی ۱۳)، در فوریه ۱۸۸۱ (میجی ۱۴) به درجه سپهبدی ارتقا یافت و به عنوان عضوی از جنروین (شورای سنا) منصوب شد. در ژوئیه ۱۸۸۴ (۱۷ میجی)، او به مقام کنت (عنوان) ارتقا یافت و در ۲۳ آوریل ۱۸۹۱ (۲۴ میجی)، به مقام مارکی[۳] و عضویت در مجلس اعیان (ژاپن) به عنوان مارکی نائل شد. در دسامبر ۱۸۹۳ (۲۶ میجی)، او در نیروی ذخیره قرار گرفت. او در نوامبر ۱۸۹۸ (۳۱ میجی) درگذشت. او در معبد میودن ja:妙傳寺 (京都市左京区北門前町) به خاک سپرده شد.